# 百川通票号旧址
百川通票号旧址是一座清代古建筑，位于山西省晋中市平遥县南大街109号，坐西朝东，三进院落。临街铺面面宽五间。此处为百川通票号的总号。百川通票号成立于1860年，财东为祁县渠家，曾在全国各地设分号23处。1948年歇业。现辟为家私博物馆，展示明清家具。
2003年1月15日，百川通票号旧址授予晋中市文物保护单位。